# История счастливой четы
История счастливой четы (кит. 好逑传, Хао цю чжуань, Hǎoqiú zhuàn) — китайский роман XVII века, первый китайский роман, получивший известность в Европе.
Наиболее раннее ксилографическое издание датируется 1683 годом. Автор романа укрылся под псевдонимом Минцзяо Чжунжэнь (名敎中人). Роман написан в популярном при поздней династии Мин и ранней Цин жанре «цайцзы цзяжэнь» (才子佳人) — «роман об учёном и красавице».

## Содержание и стиль
Герои — талантливый юноша, учёный Те Чжунъюй (鐵中玉, «Железо с нефритовой сердцевиной») и красавица мудрая девица Шуй Бинсинь (水冰心, «Вода Ледяное сердце»; это символ не холодности чувств, а решительности и бесстрашия). Роман обнаруживает явные фольклорные черты; главный герой, несмотря на свои учёные занятия — задиристый богатырь, удалён отцом из столицы; девица Шуй — смелая хитроумная героиня авантюрной сказки, подменивающая брачный гороскоп и посылающая вместо себя паланкин с камнями, чтобы избавиться от домогательств нелюбимого Го-гунцзы (барича Го). В романе выведена галерея чиновников-взяточников и придворных сановников-интриганов. В конце концов добрыми гениями Те и Шуй выступают император, который наказывает чиновников и благословляет союз молодых людей, и императрица, которая опровергает пущенные завистниками слухи о том, что Шуй не девственна.
Повествовательные техники романа довольно просты: например, для укрепления связности текста события многократно пересказываются третьим лицам, что производит для современного читателя впечатление избыточных повторов. События, происходящие «за сценой», пересказываются в монологах персонажей, иногда с нарушением логики. В отличие от прозы эпохи Мин, где внимание уделяется эротическому началу, любовь героев подана в сентиментально-идеальном ключе.

## Переводы
Шествие «Истории счастливой четы» по европейской литературе началось в XVIII веке, когда живший долгие годы в Кантоне англичанин Джеймс Вилкинсон (ум. 1736), изучая китайский язык, перевёл четыре первые части романа на английский язык, а последнюю — на португальский. По другим данным, последнюю часть перевёл не сам Вилкинсон, а его учитель-португалец. В 1719 году Вилкинсон вернулся в Британию, но так и не опубликовал перевод. После его смерти известный писатель, будущий епископ Томас Перси перевёл последнюю часть с португальского на английский, отредактировал весь текст и издал его в Лондоне (1761), что вызвало европейскую сенсацию в период моды на шинуазри. Это был первый перевод китайского романа на какой-либо европейский язык. В дальнейшем с английского текста Вилкинсона — Перси делались переводы и на другие языки (немецкий и французский переводы — в 1766). В 1790-е роман вызвал большой интерес Гёте и Шиллера.
В альманахе «Северные цветы» на 1832 год (издатель А. С. Пушкин) был опубликован отрывок из романа, переведённый на русский язык непосредственно с китайского (переводчик неизвестен, возможно, из круга Иакинфа (Бичурина), очерк которого «Байкал» напечатан в том же выпуске альманаха). Это была первая публикация китайской художественной прозы на русском. Известно, что писатель О. М. Сомов располагал полным переводом этого романа (Пушкин получил отрывок у него) и планировал его напечатать, однако этот текст утрачен; вместо него в том же 1832 году издан перевод с французского, восходящий к английскому переводу Вилкинсона.
В дальнейшем выходили новые переводы на европейские языки с китайского: среди их авторов — такие китаисты, как Джон Фрэнсис Дэвис (1829, the Fortunate Union, на английский) и Франц Кун (1927, на немецкий).
В самом Китае популярность «Хао цю чжуань» заметно упала с изменением литературных вкусов в XX в., но затем, под влиянием его известности в европейской культуре, ожила вновь. В 2007 году по мотивам романа создан телевизионный сериал под названием 君子好逑 (Jun Zi Hao Qiu) из 45 серий.